# Via di Città

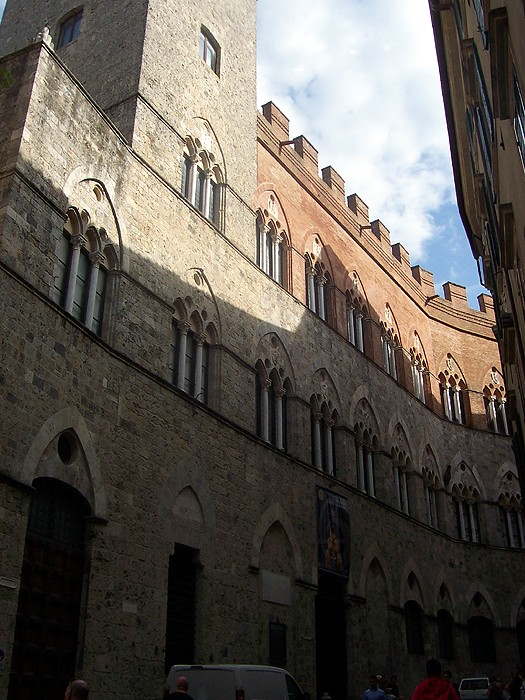
Via di Città: palazzo Chigi-Saracini

La via di Città è una delle tre direttrici fondamentali del centro storico di Siena. In particolare è quella che fa da spina dorsale del terzo di Città, mentre le altre due sono via Banchi di Sopra e via Banchi di Sotto con i rispettivi prolungamenti. Le tre strade si incontrano vicino a piazza del Campo alla Croce del Travaglio.

## Storia
Anticamente via di Città si chiamava via Galgaria, per la fitta presenza di "galgari" cioè di cuoiai e calzolai. Il nome attuale si rifà all'uso più antico di chiamare questa parte dell'abitato "Città", richiamando come essa fosse il nucleo più antico della "Civitas" romana, esattamente come succede con la City di Londra.
La strada sale infatti dolcemente curvata dal Campo verso la zona di Castelvecchio, prolungandosi con la via di Stalloreggi.

## Descrizione
Oggi una tra le strade più eleganti di Siena, via di Città è caratterizzata da una cortina pressoché ininterrotta di palazzi nobiliari, di impianto medievale.
Al n. 2 si trova palazzo Monaldi, con portali ogivali di elegante fattura. In angolo con la discesa della Costarella, che porta a piazza del Campo, si trova la torre delle Sette Seghinelle, appartenente all'antico palazzo Crocini, nella quale si aprono bifore cieche con archi a sesto acuto.
Più avanti il chiasso del Bargello offre una celebre inquadratura della torre del Mangia al di sotto di un arco. Sullo stesso lato, al n. 75, si trova palazzo Patrizi, edificio in laterizio, che ospita l'Accademia degli Intronati.
Sulla curva seguente si dispone il grandioso palazzo Chigi-Saracini, costruito ampliando la residenza fortificata dei Marescotti. All'interno si trova la prestigiosa collezione d'arte di Galgano Saracini, nonché la sede dell'Accademia Musicale Chigiana.
Sul lato opposto si trova il cinquecentesco palazzo Selvi, seguito, al n. 126, dal palazzo delle Papesse, edificato probabilmente su disegno di Bernardo Rossellino (1460-1495). Oggi ospita il centro d'arte contemporanea. 
Oltre via del Castoro si trova palazzo Marsili, col prospetto gotico in cotto realizzato nel 1444 su disegno di Luca di Bartolo Luponi (regolarizzato con un restauro del 1872, diretto da Giuseppe Partini). Poco più avanti il palazzo Marsili-Libelli, che ha in facciata uno stemma Piccolomini attribuito a uno scultore di pregio, forse il Vecchietta, forse Urbano da Cortona: vi si trova la Soprintendenza ai beni Architettonici e Ambientali.
La via di Città sbocca infine sulla piazza di Postierla, comunemente chiamata Quattro Cantoni poiché vi si intersecano le vie principali del Terzo. Qui si apriva, nell'angolo nord-occidentale, la porta del Vecchione nella cinta altomedievale. In angolo con la piazzetta si erge la casa-torre Forteguerri, collegata anticamente da un cavalcavia all'antistante palazzo Borghesi (ristrutturato nel 1513-1514), per impedire, secondo una cronaca del 1283, il passaggio nella via della rivale famiglia degli Incontri, abitanti in via di Stalloreggi. La vicina Farmacia dei Quattro Cantoni ha arredi neoclassici, disegnati nel 1830 da Agostino Fantastici. Al centro della piazzetta si trova una colonna quattrocentesca con un portabandiera in ferro battuto.